# Hyencourt-le-Grand
Hyencourt-le-Grand är en kommun i departementet Somme i regionen Hauts-de-France i norra Frankrike. Kommunen ligger i kantonen Chaulnes som tillhör arrondissementet Péronne. År 2018 hade Hyencourt-le-Grand 78 invånare.

## Befolkningsutveckling
Antalet invånare i kommunen Hyencourt-le-Grand
| Referens: INSEE |